# Бадан-Яворенко, Александр Иванович
Александр Иванович Бадан-Яворенко (укр. Олександр Іванович Бадан-Яворенко, 1 марта 1894, Волька Мазовецкая, Австро-Венгрия — 3 ноября 1937, урочище Сандармох, близ станции Медвежья Гора, Карельская АССР) — украинский коммунистический политический деятель, журналист, историк, педагог. Работал на территории Галиции, Закарпатья (Подкарпатской Руси) и Восточной Украины. Доктор права.

## Биография
Родился в селе Волька Мазовецкая (ныне Волица Львовской области). По национальности украинец. Во время Первой мировой войны призван в австро-венгерскую армию. Участвовал в битве за Львов в польско-украинской войне. После падения Западно-Украинской народной республики в 1919 году эмигрировал в Чехословакию и получил чехословацкое гражданство. Анонимно сотрудничал в закарпатской коммунистической газете «Карпатская правда», в 1920 году был одним из членов-основателей Международной социалистической партии Подкарпатской Руси. Затем некоторое время провёл в Вене, где сблизился с находившимся в это время на позициях национал-коммунизма Владимиром Винниченко. Во время визита последнего в Советскую Украину (24 мая — 23 сентября 1920) и переговоров с советским руководством Бадан-Яворенко являлся личным секретарём Винниченко.
Получил юридическое, философское и дипломатическое образование в университетах Кракова, Вены и Праги. Закончив Карлов университет, работал юристом (государственным служащим и адвокатом) в Восточной Словакии, а с 1923 года — в Хусте. Входил в Чехословацкую социал-демократическую рабочую партию, с 1924 года — в Коммунистическую партию Чехословакии. В 1925 году был делегирован на IX съезд Коммунистической партии (большевиков) Украины.
В 1926 году Бадан-Яворенко был лишён гражданства Чехословацкой республики и, опасаясь ареста по политическим мотивам, переехал в УССР, где осел в столице Харькове. Работал в Госплане, преподавал в Коммунистическом университете имени Артёма, являлся учёным секретарём Народного комиссариата просвещения УССР (1927—1930). Участник конференции по обсуждению проекта «харьковского правописания» в мае-июне 1927 года. Редактор «Статей и речей» (тома 1, 2, 4, 5) Николая Скрипника, член правления общества «Историк-марксист».
Кроме того, был консультантом Николая Скрипника, активного сторонника украинизации, по вопросам Подкарпатской Руси. Был автором ряда статей, посвящённых этой тематике: о чехословацком режиме («Вісті», 1926), коммунистическом движении в Закарпатье («Пролетар», 1927), национальном вопросе («Червоний шлях», 1928), образовании и культурной жизни («Радянська освіта», 1928). Они легли в основу труда «Закарпатская Украина: социально-экономический очерк» (1929) — одной из первых обобщающих монографий об этом регионе. Бадан-Яворенко — редактор первой в Советской Украине антологии закарпатских писателей «Груни — степям» (1930).
В 1929 году исключен из КП(б)У и общества «Историк-марксист» за «яворщину». Несмотря на исключение из партии, остался заведующим редакцией иноязычных словарей УСЭ и был редактором первых трёх томов «Украинской советской энциклопедии» (главным редактором был Скрипник), а также профессором всемирной истории в ряде харьковских вузов (1930—1933).
В ходе кампании против «национал-уклонистов» в украинской компартии, вызвавшей самоубийство Скрипника, Бадан-Яворенко 19 февраля 1933 года был арестован по делу «Украинской военной организации» и обвинён в «шпионаже в пользу буржуазной Чехословакии». Судебной «тройкой» при коллегии ГПУ УССР 23 сентября 1933 года приговорён к 10 годам лишения свободы. Содержался в Верхнеуральском политическом изоляторе ОГПУ и на Соловках. Особой «тройкой» Управления НКВД СССР по Ленинградской области 9 октября 1937 года приговорён к расстрелу. Вывезен с Соловецких островов и казнён в урочище Сандармох близ железнодорожной станции Медвежья Гора (ныне близ Медвежьегорска, Республика Карелия, РФ). Реабилитирован Военным трибуналом Киевского военного округа 18 февраля 1959 года.